# Aldan (rivière)
Pour les articles homonymes, voir Aldan.
L'Aldan (en russe : Алдан) est une rivière longue de 2 273 km, située en Sibérie, en Russie d'Asie. C'est un des principaux affluents de la Léna. Aldan veut dire en langue iakoute : « qui charrie de l'or ».

## Géographie
L'Aldan prend sa source dans le massif de Stanovoï, près du sommet de Nerioungri. Elle prend une direction nord-est à travers le plateau de l'Aldan. Elle débouche alors dans une vallée qui va en s'élargissant, puis prend une direction ouest. À environ 150 km en aval de Iakoutsk, elle se jette dans le cours inférieur de la Léna.
L'Aldan est navigable sur 1 600 km. 

## Villes du bassin
- Aldan
- Tommot : ville autrefois terminus officiel de l'AIAM. Terminus pour le trafic de passagers.
- Oust-Maïa : dans le grand nord, au confluent la Maïa.

## Affluents et sous-affluents
Ses principaux affluents et sous-affluents sont, d'amont en aval :
- Timpton (rive droite) (43 700 km2, 644 km), 560 m3/s)
- Outchour (rive droite) (113 000 km2, 812 km, 1 350 m3/s)
  - Gonam (rive gauche) (55 600 km2, 686 km)
- Maïa (rive droite) (171 000 km2, 1 053 km, 1 200 m3/s)
  - Youdoma (rive droite) (43 700 km2, 765 km, 342 m3/s)
- Allakh-Ioun (rive droite) (24 300 km2, 586 km, 172 m3/s)
- Amga (rive gauche) (69 300 km2, 1 462 km, 178 m3/s)
- Tompo (rive droite) (42 700 km2, 570 km, 254 m3/s)

## Hydrométrie - Les débits à Verkhoïanski Perevoz
L'Aldan est un cours d'eau très irrégulier. Son débit a été observé pendant 58 ans (entre 1942 et 1999) à Verkhoïanski Perevoz, localité située à peu de distance de sa confluence avec la Léna. 
À Verkhoïanski Perevoz, le débit inter annuel moyen ou module observé sur cette période était de 5 245 m3/s pour une surface de drainage de 696 600 km2, soit plus de 95 % de la totalité du bassin versant de la rivière. 

La lame d'eau écoulée dans ce bassin versant se monte ainsi à 238 millimètres par an, ce qui peut être considéré comme assez élevé. 
Rivière abondante, alimentée en grande partie par la fonte des neiges, l'Aldan est un cours d'eau de régime nivo-pluvial qui présente deux saisons bien distinctes. 
Les hautes eaux se déroulent de la fin du printemps au début de l'automne, du mois de mai au mois de septembre inclus, avec un sommet en juin, ce qui correspond au dégel et à la fonte des neiges. Le bassin bénéficie de précipitations suffisantes en toutes saisons, particulièrement sur les hauts sommets du sud et de l'est près de l'Océan Pacifique. Elles tombent sous forme de pluie en saison chaude, ce qui explique que le débit de juillet à septembre-octobre soit bien soutenu. En octobre, le débit de la rivière baisse rapidement, ce qui mène à la période des basses eaux. Celle-ci dure approximativement six mois, de novembre à avril inclus, et correspond à l'hiver et aux gelées extrêmes qui s'étendent sur toute la région. Mais la rivière conserve généralement durant la période des basses eaux un débit, relativement faible, il est vrai. 
Le débit moyen mensuel observé en avril (minimum d'étiage) est de 319 m3/s, soit près de 60 fois moins que le débit moyen du mois de juin (19 472 m3/s), ce qui montre l'amplitude très importante des variations saisonnières. Sur la durée d'observation de 58 ans, le débit mensuel maximal s'est élevé à 34 700 m3/s (juin 1970), presque autant que le module du fleuve Congo.
En ce qui concerne la période estivale, la seule vraiment importante car libre de glaces (de juin à septembre inclus), le débit mensuel minimal observé a été de 2 940 m3/s en août 1963, niveau restant plus que confortable voire abondant. Un débit mensuel estival inférieur à 3 000 m3/s est exceptionnel. 